# 歌行燈 (1943年の映画)
『歌行燈』（うたあんどん）は1943年の日本のドラマ映画。
監督は成瀬巳喜男、出演は花柳章太郎と山田五十鈴など。
泉鏡花の同名小説を原作としている。
同原作の映画化作品としては他に1960年の衣笠貞之助監督、市川雷蔵、山本富士子出演作がある。

## キャスト
- 恩地喜多八: 花柳章太郎
- お袖: 山田五十鈴
- 次郎蔵: 柳永二郎
- 恩地源三郎: 大矢市次郎
- 辺見雪叟: 伊志井寛
- 源市: 瀬戸英一
- 宗山: 村田正雄

## 製作
太平洋戦争中の国家総動員体制によって映画界においても当局による統制が図られ、日本古来の伝統芸能を主題に据えた「芸道もの」が隆盛する中で作られた作品である。
泉鏡花の小説『歌行燈』を久保田万太郎が映画用脚本として脚色したが、映画の製作が遅れたため、1940年7月に明治座で先に舞台化され、その後1943年に映画化された。明治座での公演で恩地喜多八を演じた花柳章太郎が映画版でも同じ役を演じている。なお、明治座での公演は1964年4月に演劇評論家らによって選定された花柳章太郎の代表的な10の芝居「花柳十種」の1作品である。